# Gustav Mahler Jugendorchester
A Orquestra Jovem Gustav Mahler (Gustav Mahler Jugendorchester) é uma orquestra jovem baseada em Viena, Áustria, fundada em 1986 pelo maestro Claudio Abbado.

## História
Em 1992, a orquestra tornou-se a primeira orquestra jovem a oferecer acesso a jovens músicos de países como Hungria e Checoslováquia. Desde 1992 existe uma seleção em audições para selecionar músicos. Atualmente a orquestra é formada por cento e trinta músicos vindos da Alemanha, França, Áustris, Rússia, Espanha, Reino Unidos, Romenia e Suíça.
Os maestros que cooperam com a orquestra são Claudio Abbado, Mariss Jansons, Pierre Boulez e Bernard Haitink.
Em 1 de Setembro de 2008 a orquestra apresentou-se na BBC Proms no Royal Albert Hall em Londres com Colin Davis.

## Gravações
- Richard Strauss: Eine Alpensinfonie, conducted by Franz Welser-Möst, EMI 2005.
- Anton Bruckner: Symphony No. 8 (Bruckner), conducted by Franz Welser-Möst, EMI 2002.